# Међународно фонетско друштво
Међународно фонетско друштво (енгл. International Phonetic Association, IPA, фр. Association phonétique internationale, API) је организација која промовише научну студију фонетике и разне практичне примене те науке. Главни допринос друштва фонетици је Међународни фонетски алфабет–писмени стандард за фонетску заступљеност на свим језицима.
Међународни фонетско друштво такође објављује Журнал Међународног фонетског друштва (енгл. Journal of the International Phonetic Association).

## Историја
У Паризу, 1886. године, мала група учитеља језика је оформила удружење за подстицај употребе фонетског записа у школама како би деца стекла реалан изговор страних језика, те за помоћ наставама читања за децу. Та група, на челу са Полом Пасијем, у почетку се звала фр. Dhi Fonètik Tîtcerz' Asóciécon. У јануару 1889. име друштва се променило у фр. Phonétique des Professeurs de Langues Vivantes (AP), и 1897. на фр. L'Association Phonétique Internationale (API)–српски Међународно фонетско друштво.
Године 1914. друштво постиже врхунац утицаја у образовним круговима, као и повећање броја чланова којих је било 1751 у 40 земаља. Први светски рат и његове последице тешко су пореметиле друштвене активности, а часопис није наставио редовну публикацију до 1922. године.

## Развој алфабета
Почетни циљ је био да се направи скуп фонетских симбола за различите облике артикулације који би се могли примењивати у различитим језицима, тако да сваки језик има посебно прилагођен алфабет. На крају је одлучено да универзални алфабет, што значи да се исти симбол употребава за исти звук на различитим језицима, буде идеал и развој Међународне фонетске алфабете је брзо напредовао до преласка у 20. век. Од тада, било је неколико комплета промена на алфабети, уз додатке и брисања у складу са напретком у науци фонетике.

## Испити
Почевши од 1908. године, Међународно фонетско друштво одржава испите у фонетици, где се за успешан положај доделује диплома за спретност у фонетици за енглески, француски или њемачки језик.